# Lucas Andersen
Lucas Qvistorff Andersen (* 13. September 1994 in Aalborg) ist ein dänischer Fußballspieler auf der Position eines Mittelfeldspielers, der auch auf offensiveren Positionen zum Einsatz kommen kann. Er steht bei den Queens Park Rangers in der englischen EFL Championship unter Vertrag.

## Karriere
Seine Karriere als Fußballspieler begann Andersen in seiner Geburtsstadt beim dort ansässigen Ausbildungs- und Amateurverein Aalborg Freja. Vom 1912 gegründeten und heute in den unteren Ligen des dänischen Fußballs spielenden Verein wechselte er zum Aalborg BK, bei dem er sämtliche Jugendspielklassen durchlief und während dieser Zeit auch in die dänischen Jugendauswahlen geholt wurde. Noch als U-19-Spieler wurde der meist offensiv agierende Mittelfeldakteur von Trainer Kent Nielsen 2011 ins Profiteam in die dänischen Superliga geholt. Der ehemalige Spieler und seit 1996 als Sportdirektor bei AaB auftretende Lynge Jakobsen meinte, dass Andersen der beste Spieler seit Jesper Grønkjær sei, der den Weg aus den Nachwuchsreihen des AaB in den Profifußball geschafft habe. Sein Debüt im Profifußball gab Andersen am 5. März 2011, als er für Aalborg im Ligaspiel gegen die Silkeborg IF in der 89. Spielminute für Mathias Wichmann auf den Rasen kam. Mit seinem Einsatz war er der jüngste Aalborg-Spieler seit 1922 und der zweitjüngste Superliga-Debütant seit Kenneth Zohoré (FC Kopenhagen). Zudem war er der jüngste Aalborg-Debütant seit Thomas Gaardsøe im Jahre 1997. Obgleich er weiterhin im Kader der U-19-Mannschaft des Vereins stand, wurde er weiterhin bei den Profis eingesetzt. Bis zum Saisonende brachte er es dabei auf insgesamt elf Profiligaauftritte, von denen er jeden als Ersatzspieler absolvierte. Noch während seines Durchbruchs im Profiteam wurde sein laufender Vertrag beim Aalborg BK um weitere zwei Jahre bis 2013 verlängert. Mit der Mannschaft belegte er im Endklassement der Saison 2010/11 den zehnten Tabellenplatz; dabei erreichte man knapp den Klassenerhalt.
Zur Saison 2012/13 wechselte Andersen zum niederländischen Rekordmeister Ajax Amsterdam. Am 8. Dezember 2012 gab er sein Debüt in der Eredivisie. Beim 2:0-Heimsieg des über den FC Groningen wurde er in der 79. Spielminute für Danny Hoesen eingewechselt.

### Einsätze in den dänischen Jugendauswahlen
Seine Karriere in den dänischen Nationalauswahlen begann Andersen noch während seiner Zeit im Nachwuchsbereich des AaB, wobei er 2009 erstmals für die Dänemarks U-16 auflief. Für die U-16-Mannschaft bestritt er insgesamt sieben Partien und erzielte in einem Testspiel gegen das irische U-16-Team einen Treffer. Anfang August 2010 wurde er für das internordische Turnier erstmals in der U-17-Nationalelf eingesetzt. Nach der erfolgreichen Qualifikation zur U-17-EM 2011, in der er fünf Partien bestritt, kam er beim Endrundenturnier in drei von vier Begegnungen der Dänen zum Einsatz und schied mit dem Team im Halbfinale gegen den deutschen Nachwuchs aus. Durch das Erreichen des EM-Halbfinals war das dänische U-17-Team für die U-17-Weltmeisterschaft in Mexiko qualifiziert. Auch dort gehörte Andersen zum Aufgebot von Trainer Thomas Frank, kam bis zum Ausscheiden in der Vorrunde allerdings nur zu zwei Teileinsätzen bei den Niederlagen gegen Brasilien (0:3) und die Elfenbeinküste (2:4). Für Dänemarks U-17 bestritt Andersen insgesamt 21 Spiele und erzielte dabei zwei Treffer. Nach Berufungen in die U-18 und U-19 des dänischen Verbandes debütierte Andersen im September 2012 für Dänemarks U-21. Beim EM-Qualifikationsspiel in Aalborg gegen Serbien wurde er kurz vor Schluss für Kasper Kusk eingewechselt.

## Titel und Erfolge
Ajax Amsterdam
- Niederländischer Meister: 2013, 2014
- Niederländischer Superpokalsieger: 2013

Nationalmannschaft
- Syrenka-Cup-Sieger: 2010 mit der dänischen U-17-Nationalauswahl